# Mont Hungabee
Le mont Hungabee est un sommet du Chaînon Bow, culminant à 3 492 m, situé sur la frontière entre l'Alberta et la Colombie-Britannique, au sud-ouest de Lake Louise. Il fut ainsi baptisé en 1894 par Samuel Allen, car dans la langue des indiens Nakoda, hungabee, signifie « le chef », cette montagne étant plus haute que ses voisines.
C'est Herschel Clifford Parker guidé par Hans et Christian Kaufmann qui réussit pour la première fois l'ascension du Mont Hungabee en 1903.